# 오크우드역 (토론토)
오크우드역 (Oakwood Station)은 토론토 지하철에 새로 지어지고 있는 경전철 노선인 5호선 에글린턴선의 정차역이다. 이 역은 리틀자메이카 지역의 오크우드 애비뉴와 에글린턴 애비뉴에 위치해있으며 추후에 개통을 앞두고 있다.
두 지하철 출입구는 기존에 있었던 상점 부지에 지어지며 정문인 북쪽 출입구는 오크우드 애비뉴 북쪽 끝에 위치해있으며, 두 번째 출입구인 남쪽 출입구는 오크우드 애비뉴와 타임즈 로드 사이에 위치해있다. 이 역에는 자전거 거치대가 24대 설치된다.
이 역은 주의원 마이크 콜 (Mike Colle)의 요청으로 에글린턴웨스트 중심가에 추가된 정차역이다.

## 역사

### 초기 역사
에글린턴 애비뉴는 1794년 영 스트리트가 심코호를 향해 놓였을 때로 거슬러 올라간다. 1889년까지는 도로 이름이 딱히 존재하지 않았지만 1850년에 들어서서 이 지역은 새로운 지자체인 요크 타운십의 에글린턴빌리지로 개발이 이루어졌다. 에글린턴 애비뉴는 영 스트리트 동쪽과 서쪽이 균등하지 못한 발전을 이루었는데, 영 스트리트 동쪽은 토론토에 흡수되고 2차 세계대전 이후 거듭해서 발전을 이룬 반면에 서쪽은 대부분 시골 동네였고 토론토시에 흡수되지 않고 요크 타운십에 잔류했는데 세수가 부족하여 경제적으로 빈곤한 상태였다. 요크 타운십은 1941년에 파산하였고 1941년까지 주정부가 직접 관할하였다.
더퍼린 스트리트, 에글린턴 애비뉴, 본 로드가 지나는 교차로는 19세기 초반부터 형성되었다. 이 교차로는 영에서 에글린턴을 따라 더퍼린까지 이동한 뒤 북쪽으로 향하는 이동객들과 대번포트에서 북서쪽으로 본 로드를 따라 더퍼린까지 이동하는 이동객들이 쉬어가는 곳이였다. 하지만 이 지역이 본격적으로 개발에 이루어진 시점은 1차 세계대전 이후로, 1924년부터 1946년 사이에 더퍼린과 오크우드, 본 로드에 학교, 도서관, 공원 등의 시설이 하나둘씩 생겼다.
영 스트리트 서쪽과 블루어 스트리트 북쪽에 있는 요크 타운십은 역사적으로 이민자들이 머물렀던 곳이다. 20세기 초반, 유럽에서 토론토 외곽 지역으로 건너온 이민자들은 세인트클레어 애비뉴 웨스트 남쪽에 머물렀다. 이 당시에 건너온 이민자들은 잉글랜드, 아일랜드, 스코틀랜드, 독일계 이주민들이였다. 또한 요크 타운십에는 1861년에 아프리카계 미국인과 캐나다인 등 흑인 인구가 요크 타운십 서쪽에 살고 있었다. 흑인 인구가 시골 동네였던 요크 타운십 서쪽에 몰려있었던 것은 캐나다의 경제, 사회, 법률 및 거주를 두고 이루어진 인종차별과 관련이 있다.
자메이카 등지에서 캐나다로 건너온 이민자들은 토론토의 배서스트 애비뉴, 제인과 핀치, 에글린턴 애비뉴 웨스트, 댄포스 애비뉴를 따라 정착하였다. 또한 카리브해에서 온 사람들은 렉스데일, 스카버러와 이 역이 있는 오크우드빌리지에 몰려있었다. 이는 주거 차별과 토론토통합시주택기구 (Metropolitan Toronto Housing Authority)의 의심스러운 차별 행위에 따라 흑인 인구가 특정 지역에 몰리게 되었다. 오크우드빌리지는 여전히 흑인과 다른 유색인종의 비중이 높은 편이며 이는 19세기부터 이어진 주거 차별과 이민자로서의 현실이 반영된 결과로 볼 수 있다.

### 대중교통 확장
요크 타운십에는 20세기 초반부터 이민자들이 건너오면서 대중교통의 확장이 필요했다. 토론토는 몬트리올과 산업 경쟁을 위해 인근 지자체를 흡수하였고 당시 토론토에 버스와 노면전차 등을 운행하던 회사가 있었지만 이곳은 기존 시 경계 북쪽에 있었던 관계로 운행을 꺼려하였다. 이에 따라 토론토는 교통국의 전신인 토론토시영철도회사 (Toronto Civic Railway Company, TRC)를 설립해 1911년에 세인트클레어 애비뉴에 노면전차를 지었다. 에글린턴 애비뉴에 노면전차가 들어선 때는 1924년 11월 19일, 토론토 교통국이 길버트 애비뉴에서 에글린턴 애비뉴를 따라 동쪽으로, 오크우드를 따라 남쪽으로 세인트클레어 애비뉴까지 운행하면서부터였다.
에글린턴 애비뉴에 에글린턴에 버스가 처음 운행한 때는 1930년, 마운트플레전트와 스티버드에서 마운트플레전트를 따라 남쪽, 에글린턴을 따라 서쪽, 애비뉴 로드를 따라 북쪽으로 스트래설런 블루버드까지 운행하였고, 1936년 10월 14일에는 영에서 오크우드까지 에글린턴 웨스트 버스가 운행하였다.
2차 세계대전 이후 토론토의 교외 지역이 계속 팽창하면서 에글린턴의 중요성은 점점 커졌다. 30년대 말과 40년대 초반에는 TTC가 페이프와 댄포스에 있던 립턴 루프에서 에글린턴 애비뉴에 있는 길버트 루프까지 노면전차를 운행하는 방안을 검토하였으나 무산되었고 영 지하철이 1954년 3월 30일에 개통하면서 에글린턴 웨스트 버스도 자리를 잡게 되었다. TTC는 1960년 1월부로 오크우드 노면전차가 운행을 중단하면서 오크우드에서 길버트 루프까지 이어진 전차 선로를 활용하여 32번 에글린턴 웨스트 버스를 트롤리버스로 전환하고자 하였다. 하지만 포레스트힐 지역 주민들의 반대로 이는 무산되었다.
한편 통합시는 험버강에 다리를 놓으면서 에글린턴 애비뉴는 이토비코의 리치뷰 로드까지 연장되었다. 통합시는 400번 고속도로를 블랙크리크와 에글린턴까지 연장해 401/427번 고속도로 분기점과 연결할 계획이였으나 이는 70년대 중반에 취소되었다. 에글린턴 애비뉴는 한편 스카버러의 킹스턴 로드에서 미시소가 이후로 이어지는 주요 간선 도로로 자리잡았다.
에글린턴 애비뉴에 경전철을 지으려던 계획은 60년부터 자리잡았는데, 노스요크의 일부 정치인들은 퀸 스트리트보다 에글린턴이 우선이라고 주장하기도 하였다. 1969년, 통합시는 에글린턴 지하철을 웨스턴 로드에서 퀸 지하철과 환승할 수 있게 되는 돈밀스까지 연장하고 이후 이토비코 중앙과 케네디역으로 연장하는 계획을 제시하였다. 하지만 주정부는 당시 중전철 대신 다른 도시철도 기술을 모색하였으며 1973년에 통합시는 주정부의 계획에 따라 에글린턴 지하철 계획을 변경하여 스카버러 RT와 같은 경전철 체계인 중간규모도시철도체계 (Intermediate Capacity Transit System, ICTS)를 지어 버스와 지하철의 중간 규모로 짓는 방안을 추진하였다.
스카버러 RT에서 쓰이는 ICTS의 리니어 유도 모터 기술로 공사가 1년 지연되었고 예산은 1억 달러 초과되었다. 또한 기술 문제로 이를 고치는 데 2700만 달러의 추가 경비가 소요되었다. 통합시는 ICTS의 안정성 문제를 두고 중전철로 다시 전향하였다.

### 네트워크 2011과 트랜싯 시티
1985년, 통합시와 교통국은 지하철 확장을 위해 네트워크 2011 계획안을 발표하였다. 이 계획에는 에글린턴 애비뉴를 따라 미시소가까지 버스 전용 도로를 짓는 방안을 추진하였는데, 이 도로는 셰퍼드선과 다운타운 릴리프선이 개통한 뒤 2014년에 지하철로 변환할 계획이였다. 온타리오주의 프랭크 밀러, 데이비드 피터슨, 밥 래 정부는 1985년 기준으로 21억 달러를 지원하는 데 꺼림칙하였지만 에글린턴에 지하철을 짓는 방안은 계속 제기되었다. 1994년, 신민주당의 밥 래 정부는 에글린턴 웨스트 지하철 공사를 시작했지만 이듬해 진보보수당의 마이크 해리스가 당선되면서 공사를 취소하고 기존에 팠던 구간을 메워버렸다.
이 와중에도 에글린턴에 도시철도를 짓고자 하는 갈망은 사라지지 않았다. 인구 밀도는 점점 높아졌고 버스 배차는 늘어났지만 여전히 승객들로 넘쳐났다. 2007년 3월, 데이비드 밀러 토론토 시장과 애덤 지엄브로니 토론토 교통국장은 새로운 도시철도 계획인 트랜싯 시티를 선보였다. 중전철 건설 비용이 막대하고 스카버러 RT의 리니어 유도 모터가 기대에 못 미쳐 에글린턴 애비뉴를 따라 케네디역에서 렌포스 드라이브, 피어슨 공항까지 경전철을 짓는 방안을 검토하였다. 토론토 시의회는 트랜싯 시티를 지지하였고, 주정부도 무브온타리오 2020 (MoveOntario 2020)의 일환으로 공사 자금을 지원하고 2010년 말에 공사를 시작할 예정이였다.
2010년 11월, 트랜싯 시티는 롭 포드가 당선되면서 취소되었다. 하지만 주정부가 이미 메트로링스를 통해 에글린턴 경전철 공사를 진행하고 있었기 때문에 셰퍼드와 핀치 웨스트 경전철처럼 취소할 수 없었다. 포드 시장은 주정부와의 협상을 통해 에글린턴 경전철의 완전 지하화를 추진하였으나 2012년 2월 6일에 시의회의 반대로 이 협상은 무효화되었고 메트로링스는 경전철 원안으로 돌아갔다.

## 공사 과정
리틀자메이카 한복판에 있는 오크우드역 근처에는 자메이카를 포함한 카리브해의 각종 식료품을 파는 마트가 밀집해있었다. 한편 이 마트의 수는 점점 줄고 있으며 지역 주민들은 재정 문제나 마트 주인의 건강 문제, 바깥 경쟁 등을 원인으로 짚었다. 카리브해 마트 중 하나였던 거스 트로피컬 푸즈 (Gus' Tropical Foods)는 경전철 공사로 메트로링스가 부지 수용에 들어가 문을 닫았으며 많은 쇼핑객들이 스파다이나 애비뉴나 웨스턴 로드로 가서 장을 봐야 했다. 한편 중국인이 운영하는 골든 마켓 (Golden Market) 또한 경전철 건설로 수용되었지만 이후 몇 가게 옆에 다시 문을 열었다. 이와 동시에 전기세와 수도세를 포함한 각종 공과금이 인상하면서 지역 상인들은 경전철이 지어지면 월세에 대한 부담이 가중되어 몰려나갈까 걱정하기도 하였다.
2013년 크리스마스 이전에 뚫은 구멍으로 그라우트를 집어넣은 줄 알았던 공사업체 관계자가 오크우드역 근처의 하수관을 시멘트로 메우는 사태가 발생하였다. 이에 따라 공사 기간 중에 하수관이 막혀 지역 주민들의 불편을 초래하였다.
2015년 3월, 에글린턴 남쪽에 동서로 이어지는 뒷골목길 이름이 레게 레인 (Reggae Lane)으로 지어졌다. 지역 상인 대표인 알람피는 이 역이 지어지면서 골목길도 재개발에 들어가게 되었다고 밝혔다. 이 골목길은 토론토 레게 음악의 중심가였다. 레게 레인을 두고 자메이카의 일간지인 자메이카 글리너 (Jamaica Gleaner)는 "외국에서 레게 음악에 대한 존경을 표했다는 것은 장르 뿐만 아니라 자메이카의 음악과 문화에 대한 유구한 역사를 상기시키는 상징물"이라고 밝혔다. 한편 레게 레인 벽화는 카리브인과 흑인들의 빈곤을 미화하며 이 지역의 레게 역사를 제대로 기리지 않고 외부인들을 위한 관광 명소로 묶는 데 치장하였다는 지적도 있다.
2015년, 메트로링스가 역 근처에 있는 이발소 부지를 수용하겠다고 밝히면서 이발소 주인인 모린과 이언 영은 메트로링스가 토지를 수용하기 전에 소유주들에게 제대로 알려주지 않았다고 불만을 제기하였다.
천장크레인이 정문 공사장 벽에 설치되었고 이는 캐나다에서 개착 공사를 하는데 천장크레인이 쓰인 첫 사례이다. 이런 공사에 보통 쓰이는 탑 기중기나 인입 크레인을 들일 공간이 충분하지 않아서이다. 크레인은 높이 12m, 무게는 35톤으로 2017년 9월 중순에 도입하였다.

## 버스 연결편
2019년 12월 12일에 발표된 2023년 개통 이후 오크우드역에서 갈아탈 수 있는 버스는 아래와 같다.
|  |  |  |

|  |  |  |

|  |  |  |

|  |  |  |  |  |

|  |  |  |

|  |  |  |

|  |  |  |

|  |  |  |  |  |

|  |  |  |

|  |  |  |

|  |  |  |

|  |  |  |  |  |

|  |  |  |

|  |  |  |

|  |  |  |

|  |  |  |

|  |  |  |

|  |  |  |  |  |

|  |  |  |

|  |  |  |

|  |

|  |

|  |  |  |

|  |  |  |

|  |  |  |

|  |  |  |  |  |

|  |  |  |

|  |  |  |

|  |  |  |

|  |  |  |  |  |

|  |  |  |

|  |  |  |

|  |  |  |

|  |  |  |  |  |

|  |  |  |

|  |  |  |

|  |  |  |

|  |  |  |

|  |  |  |

|  |  |  |  |  |

|  |  |  |

|  |  |  |

|  |

|  |

|  |  |  |

|  |  |  |

|  |  |  |

|  |  |  |  |  |

|  |  |  |

|  |  |  |

|  |  |  |

|  |  |  |  |  |

|  |  |  |

|  |  |  |

|  |  |  |

|  |  |  |  |  |

|  |  |  |

|  |  |  |

|  |  |  |

|  |  |  |

|  |  |  |

|  |  |  |  |  |

|  |  |  |

|  |  |  |

|  |

|  |

|  |  |  |

|  |  |  |

|  |  |  |

|  |  |  |  |  |

|  |  |  |

|  |  |  |

|  |  |  |

|  |  |  |  |  |

|  |  |  |

|  |  |  |

|  |  |  |

|  |  |  |  |  |

|  |  |  |

|  |  |  |

|  |  |  |

|  |  |  |

|  |  |  |

|  |  |  |  |  |

|  |  |  |

|  |  |  |

|  |

|  |

|  |  |  |

|  |  |  |

|  |  |  |  |  |

|  |  |  |

|  |  |  |

|  |  |  |

|  |  |  |  |  |

|  |

|  |

|  |  |  |

|  |

|  |  |  |

|  |

|  |

|  |  |  |

|  |

|  |

|  |

|  |

|  |  |  |

|  |  |  |

|  |  |  |

|  |  |  |

|  |  |  |  |  |

|  |  |  |

|  |  |  |

|  |  |  |

|  |  |  |  |  |

|  |

|  |

|  |  |  |

|  |

|  |  |  |

|  |

|  |

|  |  |  |

|  |

|  |

|  |

|  |

|  |  |  |

|  |  |  |

|  |  |  |

|  |  |  |

|  |  |  |  |  |

|  |  |  |

|  |  |  |

|  |  |  |

|  |  |  |  |  |

|  |

|  |

|  |  |  |

|  |

|  |  |  |

|  |

|  |

|  |  |  |

|  |

|  |

|  |

|  |

|  |  |  |

|  |  |  |

|  |  |  |

|  |  |  |

|  |  |  |  |  |

|  |  |  |

|  |  |  |

|  |  |  |

|  |  |  |  |  |

|  |

|  |

|  |  |  |

|  |

|  |  |  |

|  |

|  |

|  |  |  |

|  |

|  |

|  |

|  |

|  |  |  |

|  |  |  |

|  |  |  |

|  |  |  |  |  |

|  |  |  |

|  |

|  |

|  |  |  |

|  |  |  |

|  |  |  |

|  |  |  |

|  |  |  |  |  |

|  |  |  |

|  |

|  |

|  |  |  |

|  |  |  |

|  |  |  |

|  |  |  |

|  |  |  |  |  |

|  |  |  |

|  |

|  |

|  |  |  |

|  |  |  |

|  |  |  |

|  |  |  |

|  |  |  |  |  |

|  |  |  |

|  |

|  |

|  |  |  |

|  |  |  |

|  |  |  |

## 참고 문헌
- Ritchie, Don (1992). 《North Toronto》 [노스토론토]. Boston Mills Press.
- Boylen, John C. (1954). 《York Township, an Historical Summary, 1850-1954》 [요크 타운십의 역사 요약, 1850-1954]. 토론토: Municipal Corporation of the Township of York and the Board of Education of the Township of York.
- Brown, Ron (1997). 《Toronto's Lost Villages》 [토론토의 잊혀진 마을]. 토론토: Polar Bear Press.
- Byers, Nancy; Myrvold, Barbara (1997). 《St. Clair West in Pictures: A History of the Communities of Carlton, Davenport, Earlscourt and Oakwood》 [사진으로 보는 세인트클레어웨스트: 칼턴, 대번포트, 얼스코트, 오크우드 지역의 역사]. 토론토 시립 도서관.
- Shadd, Adrienne; Cooper, Afua; Frost, Karolyn Smardz (2005). 《The Underground Railroad: Next Stop, Toronto!》 [지하철도: 다음 역은 토론토!]. 토론토: Dundurn Press.
- Gosine, Andil; Teelucksingh, Cheryl (2008). 《Environmental Justice and Racism in Canada: An Introduction》 [캐나다의 환경 정의와 인종 차별에 대한 입문]. Emond Montgomery Publications Limited.
- Mensah, Joseph (2012). 《Black Canadians: History, Experiences and Social Conditions》 [흑인 캐나다인: 역사, 경험과 사회적 상황]. 핼리팩스: Fernwood Pub.
- Henry, Frances (1994). 《The Caribbean Diaspora in Toronto: Learning to Live with Racism》 [토론토의 카리브해 디아스포라: 인종 차별에 맞서 살기를 배우다]. University of Toronto Press.
- Gordon, Debbie (2018년 9월). 《The Erasure of Little Jamaica: Exploring the Role of Design in the Gentrification of Toronto's Eglinton Avenue West》 [리틀자메이카의 역사 소거: 디자인이 토론토의 에글린턴 애비뉴 웨스트의 젠트리피케이션에 미치는 영향] (PDF) (석사 논문). 요크 대학교. 2020년 4월 18일에 확인함.

## 인접한 역
| TTC 5호선 에글린턴         | TTC 5호선 에글린턴         | TTC 5호선 에글린턴   |
| -------------------------- | -------------------------- | -------------------- |
| 페어뱅크 마운트데니스 방면 | 5호선 에글린턴 (개통 예정) | 시더베일 케네디 방면 |